# Griebo
Griebo a fost o comună din landul Saxonia-Anhalt, Germania. Din ianuarie 2008 face parte din orașul Wittenberg.